# Shrine of Remembrance
El Santuario de la Memoria o Shrine of Remembrance en inglés, es un monumento ubicado en Melbourne, Australia, que fue construido como un monumento a los hombres y mujeres de Victoria que sirvieron en la Primera Guerra Mundial y ahora es un monumento a todos los australianos que han servido en la guerra. Se trata de un lugar de celebraciones anuales del Día de Día ANZAC (25 de abril) y el Día del Recuerdo (11 de noviembre) y es uno de los más grandes monumentos de guerra en Australia.
Diseñado por los arquitectos Phillip Hudson y James Wardrop, que eran veteranos de la Primera Guerra Mundial, el santuario tiene un estilo clásico, que se basa en el Mausoleo de Halicarnaso y el Partenón en Atenas.
Construido a partir de granito de Tynong el Monumento originalmente se componía sólo del santuario rodeado por la girola.
El santuario contiene la piedra de la Memoria, en la que está grabada la palabra "Nadie tiene mayor amor al hombre". Una vez al año, el 11 de noviembre a las 11 horas (Día del Recuerdo), un rayo de luz del sol brilla a través de una abertura en el techo para iluminar la palabra "amor" en la inscripción.
Bajo el santuario se encuentra la cripta, que contiene una estatua de bronce de un padre militar y su hijo, y los paneles indicando cada unidad de la fuerza imperial australiana. En el período 2002-2003 un Centro de Visitantes fue construido en los cimientos de la capilla. El centro de visitantes incorpora un centro de educación (incluyendo tres aulas y sala de reuniones), un centro audiovisual, espacio de la galería, una tienda y una oficina de administración, así como el Salón de las Columnas.

## Historia

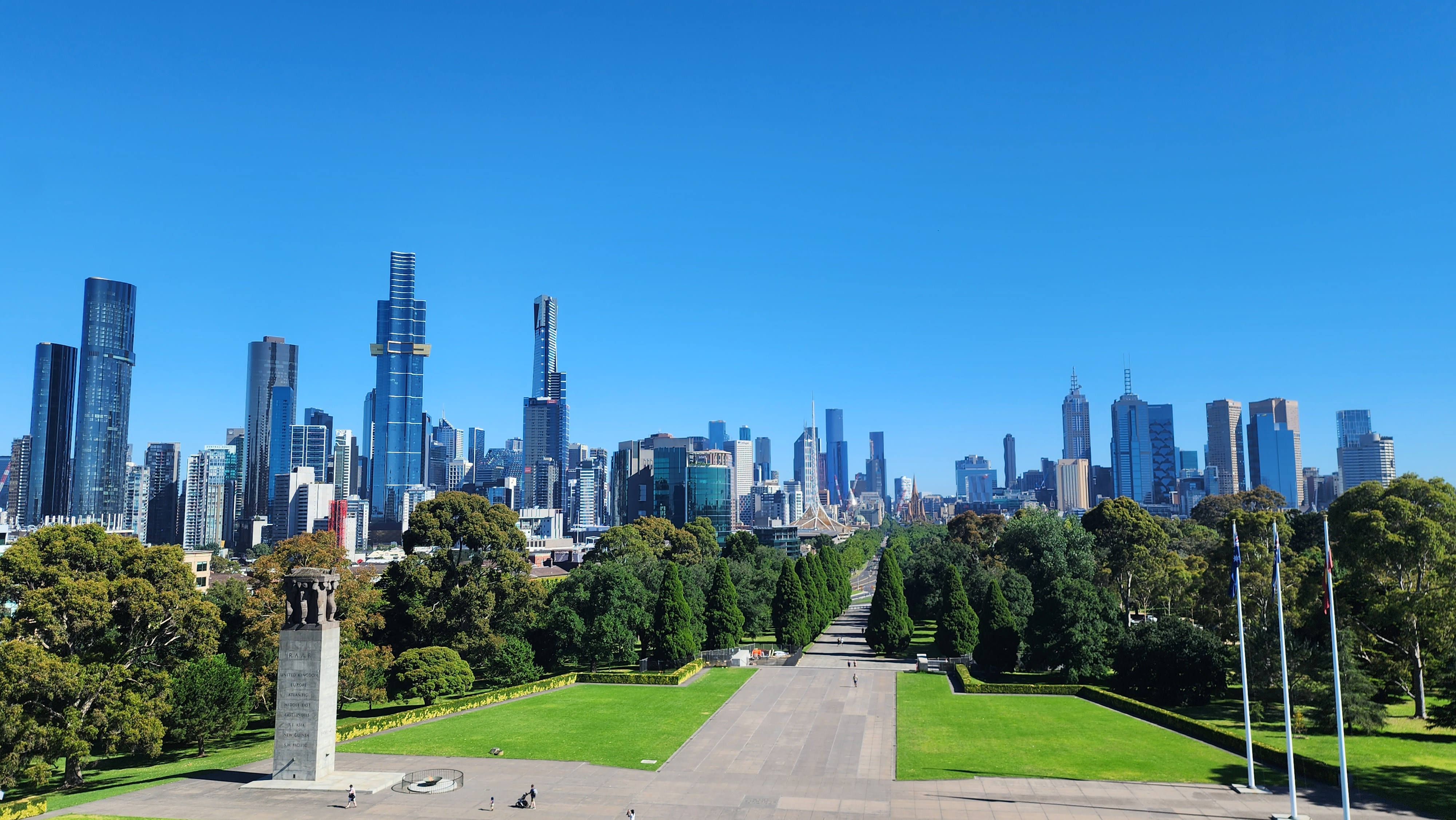
La avenida Ceremonial viendo a Melbourne

### Concepción 1918–1922
Un monumento a los caídos en Melbourne fue propuesto tan pronto como terminó la guerra en noviembre de 1918. En la década de 1920 el gobierno del estado de Victoria designó al Comité Asesor de Monumentos de Guerra, presidido por Sir Baldwin Spencer, que recomendó un "arco de triunfo" sobre St Kilda Road, la avenida principal que conduce de la ciudad de Melbourne, al sur. 
En agosto de 1921 un comité ejecutivo se formó con el excomandante de las fuerzas australianas en la guerra, el general Sir John Monash, como su fuerza motriz. El comité de pronto abandonó la idea de un arco y propuso un monumento al este de St Kilda Road, una posición que sea claramente visible desde el centro de la ciudad. Un concurso fue lanzado en marzo de 1922 para encontrar un diseño para el nuevo monumento, abierto tanto a los súbditos británicos residentes en Australia y todos los ciudadanos australianos que residían en el extranjero. Un total de 83 solicitudes fueron presentadas, y en diciembre de 1923 el diseño ofrecido por dos Melbourne arquitectos (y los veteranos de guerra), Phillip Hudson y James Wardrop, fue anunciado ganador.

### Oposición y respuesta: 1922-1927
El diseño ganador tenía un sinnúmero de partidarios, incluyendo publicaciones como The Age, el diario comercial Building de George Augustine Taylor con sede en Sídney y varios ciudadanos prominentes incluyendo el artista Norman Lindsay y el Decano de Arquitectura de la Universidad de Sídney, Leslie Wilkinson, y la Royal Australian Institute of Architects (que había estado muy involucrada en la competencia). Sin embargo, el diseño también fue duramente criticado en algunos sectores, sobre todo por el Herald de Keith Murdoch, Murdoch describe el Santuario como "demasiado severo, rígido y pesado, que no hay gracia ni belleza al respecto y que se trata de una tumba de oscuridad", sobre la base de su grandiosidad, la su severidad del diseño y su costo. Como parte de la campaña contra la propuesta de Santuario, el Herald buscó conceptos alternativos, con el argumento de que los fondos podrían ser mejor invertidos en proyectos más prácticos, como un hospital o en la casa de viudas de la guerra. Por otra parte, algunas iglesias cristianas también atacaron su diseño como pagano por no tener cruz cristiana.
| |  |
| Sir John Monash (izquierda), uno de los principales defensores del Santuario, y Keith Murdoch (derecha), editor en jefe del periódico de Melbourne The Herald, el principal opositor, quien describió el Santuario propuesta como "una tumba de oscuridad". |  |

El nuevo gobierno Laborista de 1924, bajo George Prendergast, apoyó la opinión del Herald, y presionó para que un hospital memorial fuera construido en lugar del Santuario. Cuando el gobierno laborista fue reemplazado por John Allan con una coalición de partidos, el plan cambió una vez más, se inclina hacia la sugerencia anterior de un arco de triunfo que se construirá en St. Kilda Road. Como resultado del debate, hubo retrasos significativos que pospusieron la construcción del nuevo monumento, por lo que uno temporal de madera y yeso cenotafio fue izado en 1926 el día de ANZAC. El éxito del cenotafio temporal hizo que el gobierno de Victoria abandonara el proyecto a principios de 1926, y proponer en su lugar el de construir un cenotafio permanente en la parte superior de Bourke St en frente de la Casa del Parlamento. Si bien esto habría supuesto la demolición del Hotel Windsor, uno de los hoteles favoritos de Melbourne, el nuevo plan recibió el apoyo del Herald, de la liga de Soldados vueltos del frente (RSL) y el Consejo de la ciudad de Melbourne.
Sin embargo, tanto Monash y Legacy Australia aún apoyan la idea de la construcción de el Santuario. Después de una votación a favor del Santuario de su consejo ejecutivo, Legacy comenzó una campaña de relaciones públicas, ganando el apoyo de gran parte de los medios de comunicación, aunque el consejo de la ciudad, el gobierno estatal y el Herald continuaron oponiéndose.En 1927, el entonces duque de York, el príncipe Alberto, visita el país, Monash habló en la víspera del día de ANZAC en la cena del RSL, abogando por el Santuario. La audiencia había sido llenada con los partidarios, que le proporcionaron una gran ovación al final de su discurso, que ayudó a producir una oleada de apoyo. Cuando el voto se pidió, la mayoría votó a favor de la propuesta de Santuario.Al día siguiente, con Monash lidereando a 30.000 veteranos en el Día ANZAC marzo de 1927, y con el nuevo apoyo de la RSL, The Age y el Argus, la propuesta de Santuario había ganado "un nuevo impulso". Frente a ese apoyo, y con los argumentos de Monash de que la Plaza de ANZAC sería prohibitivamente cara, el gobierno de Edmond Hogan se decidió a favor del Santuario.
Otro punto de la discordia (aunque no explícitamente relacionada con la naturaleza de la memoria) se refería a la posibilidad de incorporar una Tumba del soldado desconocido en el enfoque, un memorial que fue defendido por el Real Salt Lake St. Kilda, quien reveló planes para enterrar a un soldado ya sea de Gallipoli o Francia el día de ANZAC, 25 de abril de 1922. Esta propuesta generó un amplio debate y fue contrarrestada por el argumento de que el Soldado Desconocido en la Abadía de Westminster representaba a todos los muertos del Imperio Británico. Monash estaba en contra de dicho entierro, ya que mientras veía un lugar para un soldado desconocido en un monumento nacional, no se sentía que sería adecuado en el Santuario de Victoria. La Piedra del Recuerdo fue posteriormente colocada en la posición en la que un soldado desconocido podría haber sido colocado. Un soldado desconocido australiano fue finalmente enterrado en el Australian War Memorial por el primer ministro Paul Keating, el 11 de noviembre de 1993.

### Construcción y dedicación: 1927-1934
La primera piedra fue colocada el 11 de noviembre de 1927, por el Gobernador de Victoria, Arthur Somers-Cocks, 6th Baron Somers. Aunque tanto los gobiernos victorianos y de la Commonwealth hicieron contribuciones, la mayor parte del costo del Santuario (£ 160.000 de un total de £ 250.000; lo que equivale a alrededor de £ 7,1 millones fuera de £ 11,1 millones en 2012)) se elevó en menos de seis meses por contribuciones públicas, con Monash como jefe de recaudación de fondos.
Monash, quien también era un ingeniero, se hizo cargo personalmente de la construcción, que se inició en 1928 y estuvo a cargo de los contratistas Vaughan & Lodge. Monash murió en 1931, antes de que el santuario se terminara, pero el Santuario fue la causa "más cercana a su corazón" en sus últimos años.
El trabajo se completó finalmente en septiembre de 1934, y el santuario fue dedicado formalmente el 11 de noviembre de 1934 por el duque de Gloucester Enrique de Gloucester, y presenciada por una multitud de más de 300.000 personas, una "participación masiva", dado que la población de Melbourne en el momento era de aproximadamente 1 millón, y, de acuerdo con Carl Bridge, la "multitud más grande reunida jamás reunirse en Australia para esa fecha".

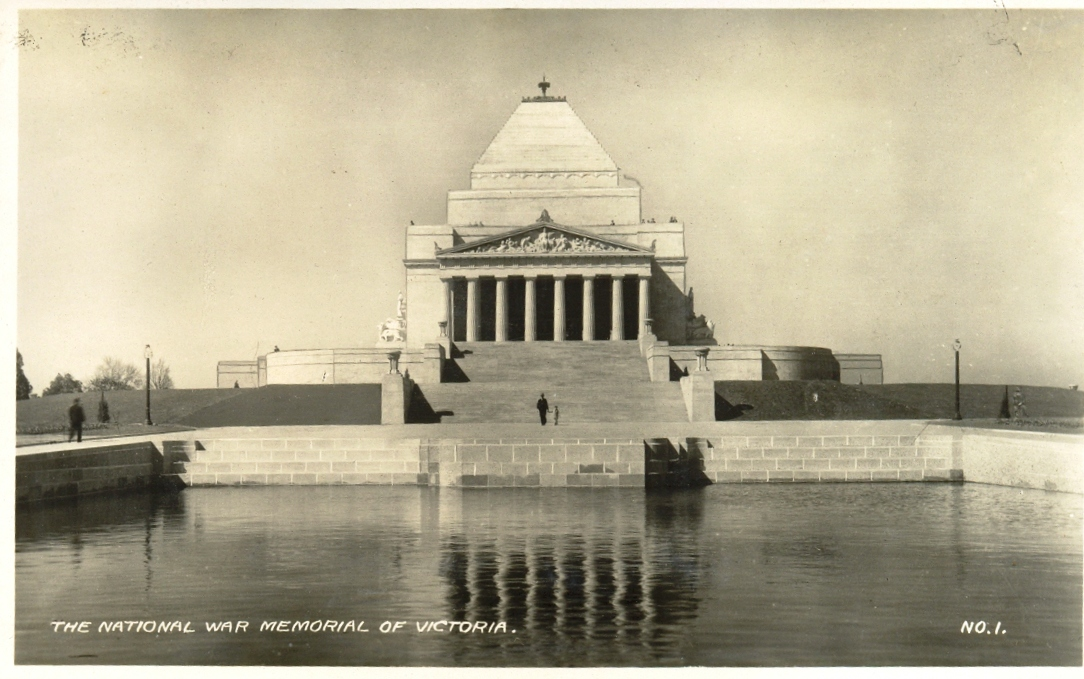
El Santuario de la década de 1930 que muestran el espejo de agua en frente de la cara norte, donde ahora está el monumento a la Segunda Guerra Mundial.

### Post Segunda Guerra Mundial: 1945-1985
Después de la Segunda Guerra Mundial se consideró necesario añadir al Santuario un elemento que conmemorara los muertos australianos de la segunda guerra. Una vez más se realizó una competencia que ganaron AS otoño y Milston EE conjuntamente. El diseño de Milston fue elegido finalmente, y el resultado fue un patio de entrada para el mausoleo de la segunda guerra mundial, una amplia extensión de piedra delante de la cara norte del Santuario, la Llama Eterna, una llama de gas permanente situada justo al oeste de la cara norte, y el memorial de la Segunda Guerra Mundial Memorial, un cenotafio de 12,5 metros de altura un poco más al oeste. El patio delantero sustituyó a un espejo de agua que anteriormente se encontraba frente al Santuario. Estas ampliaciones se dedicaron a la reina Isabel II el 28 de febrero de 1954. Las participaciones de Australia en las guerras posteriores, como la Guerra de Corea, la Emergencia Malaya, la guerra de Vietnam y la Guerra del Golfo, se conmemoraron con inscripciones.
En 1951, el cuerpo del Mariscal de Campo Sir Thomas Blamey, comandante militar de Australia durante la Segunda Guerra Mundial, se celebró en el Santuario durante tres días para la visión pública seguida por un funeral de Estado en el establecimiento. 20.000 personas visitaron el Santuario mientras yacía en el estado.
Durante la guerra de Vietnam, el Santuario se convirtió en un centro del conflicto, cuando manifestantes contra la guerra protestaron durante los servicios Día de Anzac en contra de la participación de Australia en la guerra. En 1971 el Santuario fue desfigurado cuando la palabra PAZ! fue pintado en grandes letras blancas en el pilares del pórtico norte. A pesar de la limpieza vigorosa, la naturaleza porosa de la piedra utilizada en la construcción del Santuario significaba que la consigna seguía siendo apenas visible por más de 20 años.
En 1985 el Jardín de la Memoria fue introducido por debajo de la cara occidental del Santuario para honrar a aquellos que sirvieron durante los conflictos posteriores a la Segunda Guerra.

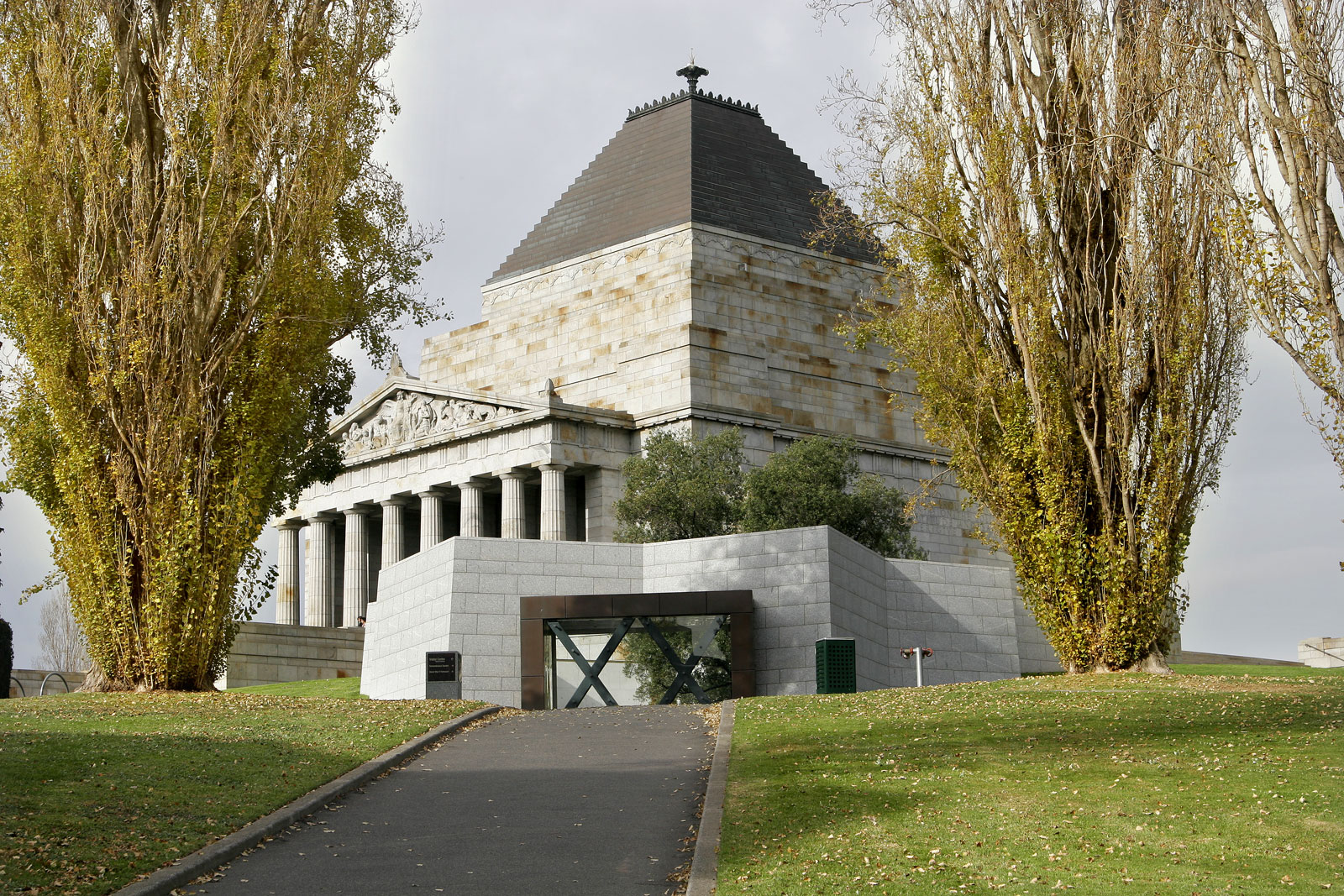
El Santuario luego de su remodelación en 2002-2003.

### Reurbanización: 2002 - presente
El trabajo de restauración en las terrazas que rodeaban el Santuario durante la década de 1990 planteó una vez más la posibilidad de aprovechar el espacio debajo del Santuario: como el Santuario había sido construido sobre un cerro artificial hueco, el sotobosque (aunque en ese momento estaba lleno de escombros del construcción) proporcionó un gran espacio para el desarrollo. Con un costo planificado de $ 5.5 millones, el nuevo desarrollo estaba destinado a proporcionar un centro de visitantes, instalaciones de administración y un mejor acceso a la cripta del Santuario, ya que muchos de los veteranos restantes y sus familias encontraron las escaleras en la entrada ceremonial tradicional difícil de escalar Al volver a desarrollar el sitio, se le dio especial consideración al posicionamiento de la nueva entrada. El plan original era usar un túnel del este, pero este fue descartado ya que no tenía "sentido de la ceremonia". En cambio, se decidió desarrollar dos patios nuevos y colocar la nueva galería debajo de los escalones norte. La construcción comenzó en 2002, con el diseño de los arquitectos de Melbourne Ashton Raggatt McDougall, y las nuevas áreas se abrieron en agosto de 2003.  El proyecto terminado fue galardonado con la Medalla de Arquitectura Victoriana por el Real Instituto Australiano de Arquitectos en 2004.
Después de que esta construcción se completó, hubo aún más llamadas para desarrollar aún más el sitio, y especialmente para proporcionar instalaciones para la educación sobre las guerras.  Una propuesta de $ 62 millones se presentó en 2006, incorporando un museo y un aparcamiento subterráneo. Diseñado una vez más por Ashton Raggatt McDougall, a la propuesta se opusieron los residentes locales y algunos miembros del consejo, y se encontró con importantes problemas de financiación cuando el Gobierno Federal decidió no proporcionar fondos.